# Arthur Jores
Arthur Theodor Jores (* 10. Februar 1901 in Bonn; † 12. September 1982 in Hamburg) war ein deutscher Mediziner und Mitbegründer der wissenschaftlichen Psychosomatik.

## Leben
Jores wurde als zweiter von drei Söhnen des späteren Ordinarius der Pathologie Leonhard Jores und dessen Frau Jenny Jores, geb. Christian, in Bonn geboren. Er war ein Urenkel des Medizinprofessors Theodor von Bischoff und Ururenkel des Physiologen Friedrich Tiedemann. Nach dem Abitur 1920 in Kiel studierte Jores an den Universitäten München und Kiel Medizin. 1925 erlangte er in Kiel mit dem Thema Das Verhalten der Kapillaren des Herzens in Systole und Diastole den Doktortitel. Sein praktisches Jahr absolvierte er am Krankenhaus Hamburg-Eppendorf. 1927 war er Volontärassistent am Pathologischen Institut des Allgemeinen Krankenhauses Barmbeck. Danach arbeitete er einige Monate als Schiffsarzt auf einer Ostasienreise. Ab 1928 war er Assistenzarzt, ab 1931 Sekundararzt am Städtischen Krankenhaus in Altona. Dort arbeitete er unter Leopold Lichtwitz, der für ihn zum Vorbild in Bezug auf klinische Forschungsarbeit und den Umgang mit Patienten wurde. Er forschte in Altona zu den Themen Chronobiologie und Endokrinologie. Danach ging er 1932 als Assistenzarzt an die Universität Rostock, bis er dort 1933 zu dem Thema Über das Melanophorenhormon und sein Vorkommen im menschlichen Blutplasma für innere Medizin habilitiert wurde und als Privatdozent lehrte.
Jores lebte bis 1936 mit seiner Frau, einer Assistenzärztin, die er während des Studiums kennengelernt und in Hamburg geheiratet hatte, und ihren zwei Söhnen in Rostock. Wegen seiner bereits engen Bindung zur katholischen Kirche machte der Protestant aus seiner antifaschistischen Haltung kein Geheimnis und musste, weil er durch seinen Kollegen Werner Böhme denunziert worden war, 1936 den Staatsdienst verlassen. Auch wurde ihm die Venia Legendi entzogen. Anlass der Denunziation war Jores’ Briefkontakt zu Lichtwitz, der wegen seiner jüdischen Abstammung inzwischen in die USA emigrieren musste. Jores arbeitete daraufhin in der Hamburger Industrie als Pharmakologe und beschäftigte sich intensiv mit der Endokrinologie, indem er Hormonpräparate biologisch auswertete. 1939 erschien sein erstes Fachbuch Klinische Endokrinologie. Nach Ausbruch des Zweiten Weltkriegs arbeitete er in norddeutschen und dänischen Lazaretten. Wegen angeblicher pazifistischer Äußerungen wurde er 1943 wiederum denunziert und für sechs Monate mit dem Vorwurf der Wehrzersetzung in Untersuchungshaft genommen, aber 1944 freigesprochen. Unter anderem bedingt durch diese Zeit der Inhaftierung und des Gerichtsprozesses entwickelte Jores eine tiefe Religiosität, die sich auch in seinen Schriften ausdrückte. Er und seine Frau traten vom Protestantismus zum Katholizismus über. Auf Jores’ wissenschaftliche Forschungsarbeit hatte seine religiöse Einstellung jedoch keinen Einfluss.
1945 wurde Jores außerplanmäßiger Professor in Hamburg, 1946 Ordinarius der zweiten Medizinischen Universitätsklinik in Eppendorf und 1950 Rektor der Universität Hamburg. Die Erfahrung der Kriegs- und Nachkriegszeit lenkten sein Interesse auf die bis dahin tabuisierten Wechselwirkungen zwischen seelischem Leid und körperlicher Krankheit. Er absolvierte eine psychosomatische Ausbildung und  machte bei der Neurologin und Psychoanalytikerin Marie Kalau vom Hofe eine Analyse. Neben seiner Arbeit in der Universitätsklinik leitete er eine Abteilung von 40 Betten mit psychosomatischem Schwerpunkt. Seine Beschäftigung mit der Psychoanalyse hatte bei ihm die Erkenntnis reifen lassen, dass diese beim körperlich Kranken zu kurz greifen würde. Er entwickelte eine an den Symptomen Magengeschwür oder Bronchialasthma orientierte Gesprächstherapie. Sein Credo war, dass der Kranke sich auch selber heilen muss. 1955 veröffentlichte er das Buch Der Mensch und seine Krankheit, dem weitere Veröffentlichungen zu dem Themengebiet Psychosomatik folgten. Ende der 1950er-Jahre erlangte seine Untersuchung des frühen Tods Hamburger Beamter nach ihrer Pensionierung öffentliche Aufmerksamkeit. 1963 war Jores eines der Gründungsmitglieder der Gesellschaft Teilhard de Chardin, die sich für die Verbreitung des Werks von Teilhard de Chardin einsetzt. 1968 wurde er emeritiert, forschte aber im Bereich der Gruppentherapie weiter.

## Bücher (Auswahl)
- Das Verhalten der Kapillaren des Herzens in Systole und Diastole. Dissertation, Universität Kiel 1927.
- Über das Melanophorenhormon und sein Vorkommen im menschlichen Blutplasma. Habil.Schrift, Universität Rostock 1933.
- Klinische Endokrinologie. J. Springer, Berlin 1939.
- Der Mensch und seine Krankheit. Klett, Stuttgart 1956.
- Die Medizin in der Krise unserer Zeit. Huber, Bern/Stuttgart 1961.
- Vom Kranken Menschen. Thieme, Stuttgart 1960.
- Menschsein als Auftrag. Huber, Bern/Stuttgart 1964.
- Praktische Psychosomatik. Huber, Bern/Stuttgart 1976, ISBN 3-456-80314-1.